# ابرهوفن-ل-ویسمبورگ
ابرهوفن-ل-ویسمبورگ (به فرانسوی: Oberhoffen-lès-Wissembourg) یک کمون در فرانسه با جمعیت ۳۲۱ نفر است که در Canton of Wissembourg واقع شده‌است.